# Metalurh-Stadion (Krywyj Rih)
Das Metalurh-Stadion (ukrainisch Стадіо́н «Металу́рг») ist ein im Umbau befindliches Fußballstadion mit Leichtathletikanlage in der ukrainischen Stadt Krywyj Rih, im Süden des Landes. Es bot zuletzt Platz für 29.783 Zuschauer und war die sportliche Heimat des Fußballvereins Krywbas Krywyj Rih. Es lag direkt neben der Haltestation Prospekt Metalurhiv der Straßenbahn Krywyj Rih. 2021 wurde es für einen Neubau abgerissen. Krywbas trägt übergangsweise die Heimspiele im Stadion Schowtnewe mit 2500 Plätzen aus.

## Geschichte
Das Metalurh-Stadion in Krywyj Rih wurde 1970 eröffnet. Seitdem trug Krywbas Krywyj Rih seine Heimspiele im Metalurh-Stadion aus. Krywbas wurde bisher einmal ukrainischer Vizepokalsieger und errang als einzigen Meistertitel den der zweiten ukrainischen Liga, der Perscha Liha, im Jahr 1992 und war damit der erste Meister dieser Spielklasse. Seit diesem Titelgewinn und dem damit verbundenen Aufstieg in die Premjer-Liha spielt Krywbas Krywyj Rih in der höchsten ukrainischen Spielklasse.
2012 zeigte das mehr als vierzig Jahre alte Stadion deutliche Altersspuren und Verfall. Am 28. Februar 2018 beschloss der Stadtrat die Renovierung der Sportanlage. 40 der 53 Abgeordneten stimmte für die Sanierung des Stadions. Nach Schätzungen sollte dies 700.000 Hrywnja kosten. Ende August 2020 wurde bekannt, dass es bis zu 600 Millionen Hrywnja (etwa 18,6 Mio. €) kosten werde. Dabei sollte das Platzangebot von nahezu 30.000 auf 16.750 sinken. Tage zuvor hatte Staatspräsident Wolodymyr Selenskyj, gebürtig in Krywyj Rih, die Renovierung des Metalurh-Stadions für das ukrainische Pokalfinale 2022 in Auftrag gegeben. Es soll die Vorgaben der Premjer-Liha und des Fußballverbandes Ukrajinska Assoziazija Futbolu (UAF) erfüllen. Im Frühjahr 2021 wurde das Stadion, nach anfänglichen Renovierungsarbeiten, nahezu komplett abgerissen. Das neue Stadion soll 733 Mio. Hrywnja (rund 22,5 Mio. €) kosten. Danach begann Anfang April des Jahres der Wiederaufbau. Geplant sind  u. a. eine viergeschoßige Westtribüne, eine Osttribüne mit Jugendsportschule und die Nord- und Südtribüne sollen um 800 Sitzplätze erweitert werden. Es wird eine neue Flutlichtanlage auf vier Masten aufgestellt und das Spielfeld erhält eine Rasenheizung sowie ein Bewässerungssystem. Auch die Leichtathletikanlage wird erneuert. Dadurch soll die, nach UEFA und FIFA regelkonforme, Sportarena nach Fertigstellung 2022 rund 20.000 Plätze bieten.

## Galerie

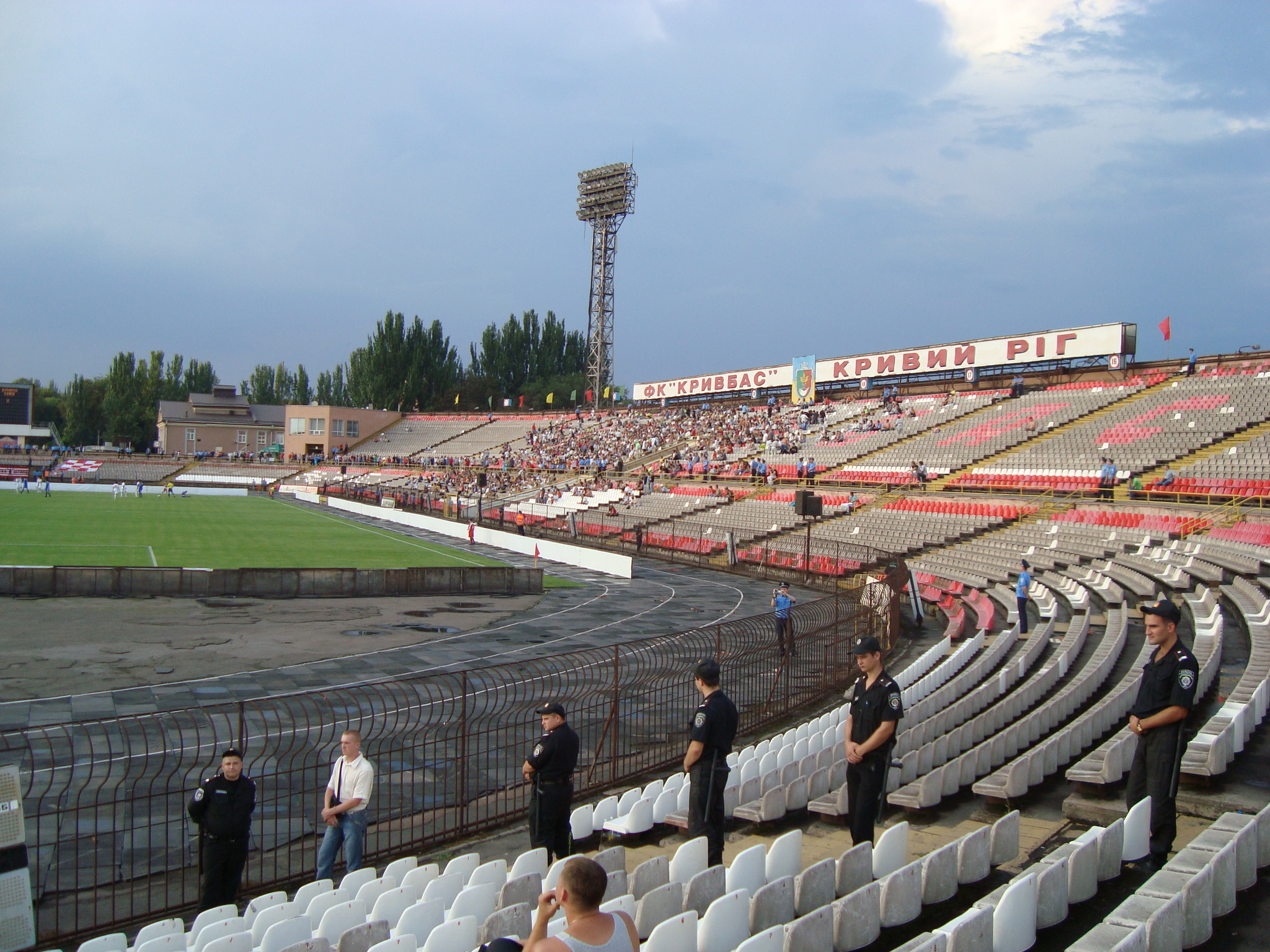
Das Metalurh-Stadion im August 2009
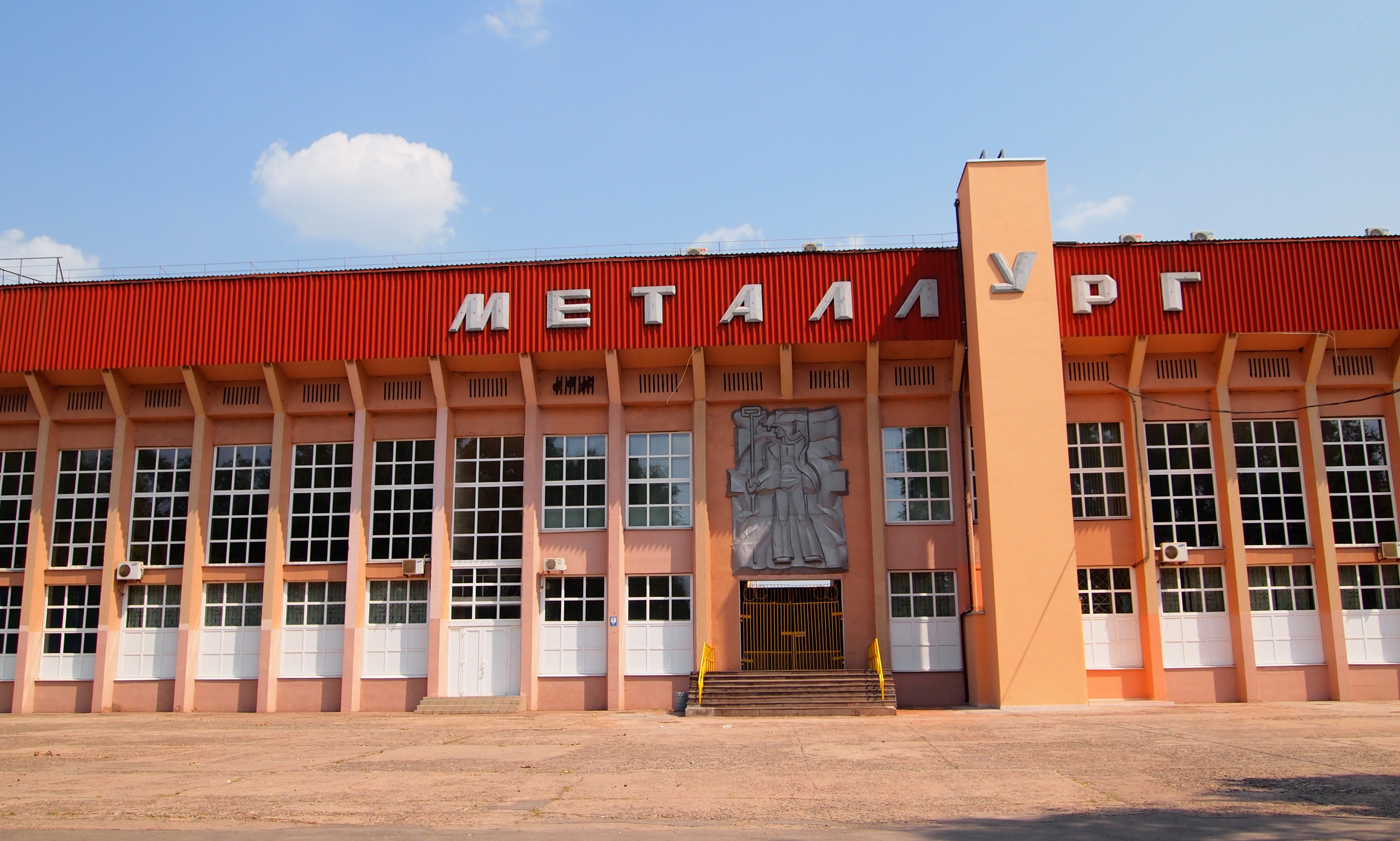
Die Fassade im August 2013
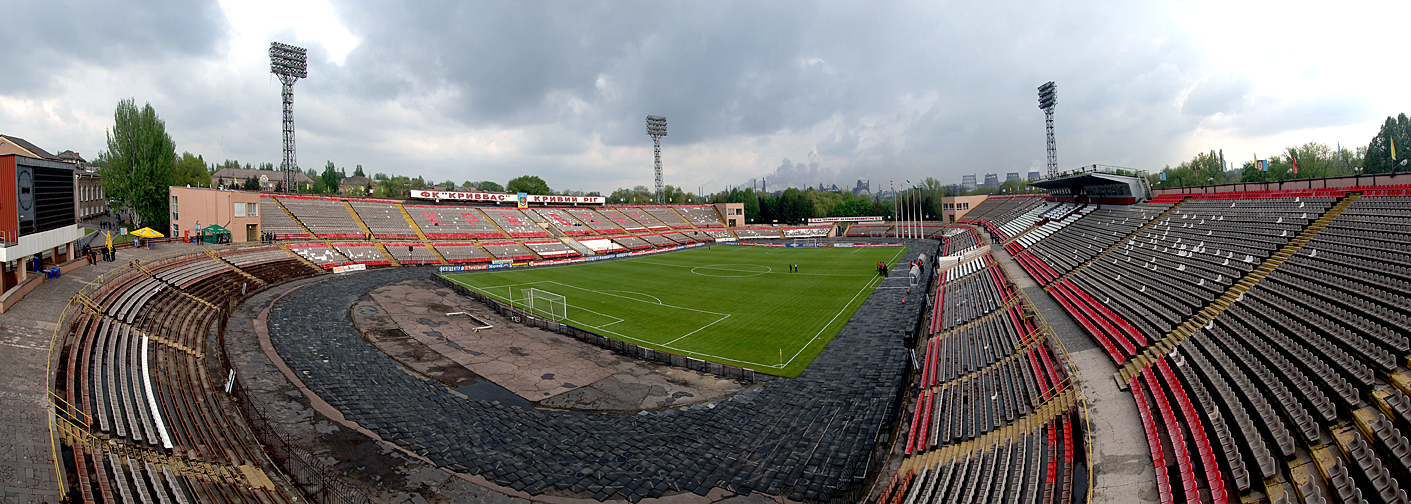
Das Stadion im Frühjahr 2009
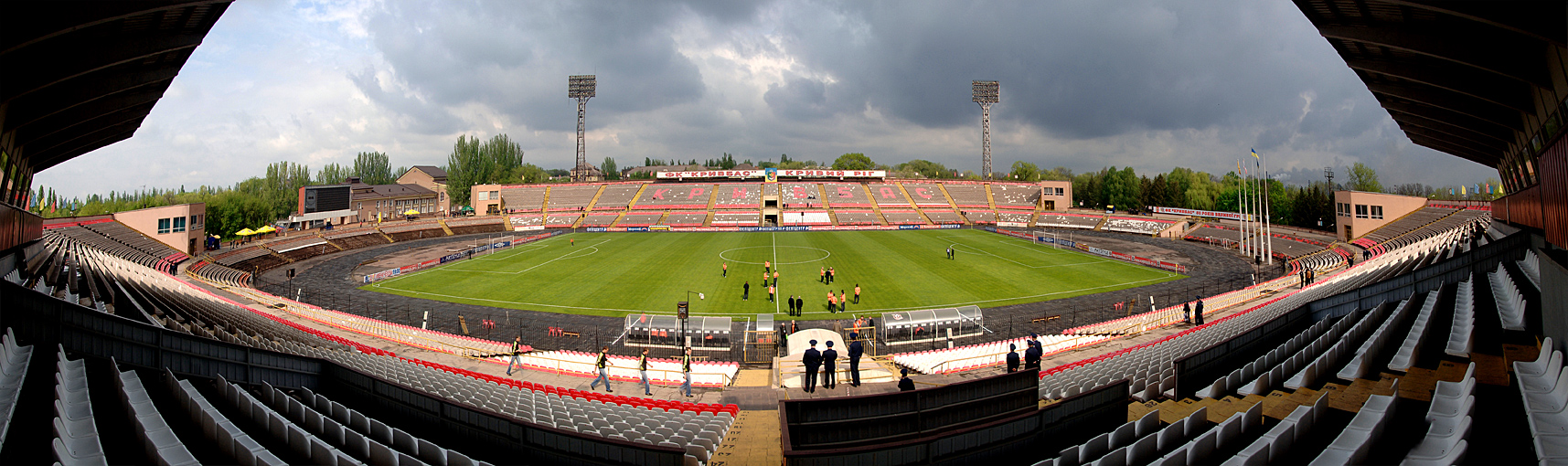
Panoramablick in das Stadion (2014)